# منتخب بوتسوانا لكأس ديفيز
منتخب بوتسوانا لكأس ديفيز (بالإنجليزية: Botswana Davis Cup team)‏ هو ممثل بوتسوانا الرسمي في كرة المضرب في كأس ديفيز
.